# Terence Crawford
Terence Allan Crawford (n. 28 septembrie 1987, Hinesville⁠(d), Georgia, SUA) este un boxer profesionist american. A deținut mai multe campionate mondiale în patru clase de greutate, de la greutatea ușoară la greutatea semimijlocie, inclusiv campionatul necontestat la greutatea light welterweight și welter. Din august 2024, deține titlul World Boxing Association (WBA) și titlul World Boxing Organization (WBO) interimar la categoria light middleweight.
În 2017, Crawford a avut o scurtă domnie ca campion incontestabil la categoria light welterweight, fiind primul de la Kostya Tszyu în 2004 și primul din orice categorie de greutate care deține simultan toate cele patru centuri mondiale majore de la Jermain Taylor în 2005. În 2023, a devenit campion incontestabil la categoria welter, primul de la Zab Judah în 2006. Crawford este unul dintre cei trei boxeri bărbați din istorie, alături de Naoya Inoue și Oleksandr Usyk, care a devenit campion incontestabil la două clase de greutate în "era celor patru centuri”.

## Carieră ca amator
Crawford a început boxul la vârsta de șapte ani. A luptat 70 de meciuri oficiale ca amator, pierzând doar de 12 ori. Ca amator, a învins viitorii campioni mondiali Mikey Garcia și Danny García. După ce a câștigat trei turnee amator cu puțin timp înainte de Jocurile Olimpice din 2008, a devenit cel mai înalt clasat din SUA. Cu toate acestea, înfrângerile cu boxeri precum ar fi Sadam Ali, i-au contracarat ambițiile olimpice.

## Carieră profesională
Crawford a făcut debutul său profesionist pe 14 martie 2008, învingând-ul pe Brian Cummings în runda 1. A compilat un record de 19-0 cu 15 victorii prin intermediul knock-out-ului împotriva opoziției în mare măsură neechipat.

### Campion WBO la categoria ușoară

#### Crawford împotriva lui Burns
Crawford a călătorit în Scoția pentru a lupta cu Ricky Burns, în vârstă de 30 de ani, pentru titlul WBO pe 1 martie 2014. Hearn a fost încântat să aducă lupta în Scoția și a recunoscut că a fost cea mai dificilă luptă a lui Burns până în prezent. Crawford a câștigat cu ușurință lupta, boxându-se bine în exterior, câștigând primul său titlu mondial. Judecătorii au marcat în unanimitate lupta 117-111, 116-112 și 116-112 în favoarea lui Crawford. Burns la lăudat pe Crawford după luptă, spunând pur și simplu: "Omul mai bun a câștigat". Pe parcursul celor 12 runde, Crawford a fost creditat la aterizarea a 213 de lovituri 811 aruncate (26%), dar a aterizat 41% din loviturile sale de putere. Burns a aterizat 76 din cele 552 de aruncări (14%) și a aterizat nu mai mult de 7 pumni de putere per rundă.

### Campion WBO la categoria light welterweight

#### Crawford împotriva lui Dulorme
La 6 martie 2015, ESPN a raportat că Crawford va debuta ca light welterweight, luptând pentru titlul WBO care se afla vacant, pe stadionul College Park Center din Arlington, Texas împotriva lui Thomas Dulorme, în vârstă de 25 de ani, pe 18 aprilie. Lupta a fost oprită după ce Dulorme a fost bătut de trei ori în runda a 6-a, oferind lui Crawford o victorie prin TKO și titlul WBO. Dulorme a început agresiv, dar nu a reușit să aterizeze multe lovituri. Crawford a rămas defensiv, menținând distanța. Arbitrul Rafael Ramos a oprit lupta la 1 minut, 51 de secunde din rundă. Lupta a avut o medie de 1.004 de milioane de telespectatori pe HBO.

## Record în box
| No. | Rezultat | Record | Oponent               | Metodă | Rundă, timp   | Dată              | Locație                                                             | Note |
| --- | -------- | ------ | --------------------- | ------ | ------------- | ----------------- | ------------------------------------------------------------------- | --- |
| 41  | Victorie | 41–0   | Israil Madrimov       | UD     | 12            | 3 august 2024     | BMO Stadium, Los Angeles, California, SUA                           | Câștigă centurile WBA și WBO interim la categoria light middleweight                                                           |
| 40  | Victorie | 40–0   | Errol Spence Jr.      | TKO    | 9 (12), 2:32  | 29 iulie 2023     | T-Mobile Arena, Paradise, Nevada, SUA                               | Păstrează centura WBO la categoria welterweight; Câștigă centurile WBA (Super), WBC, IBF și The Ring la categoria welterweight |
| 39  | Victorie | 39–0   | David Avanesyan       | KO     | 6 (12), 2:14  | 10 decembrie 2022 | CHI Health Center, Omaha, Nebraska, SUA                             | Păstrează centura WBO welterweight                                                                                             |
| 38  | Victorie | 38–0   | Shawn Porter          | TKO    | 10 (12), 1:21 | 20 noiembrie 2021 | Michelob Ultra Arena, Paradise, Nevada, SUA                         | Păstrează centura WBO welterweight                                                                                             |
| 37  | Victorie | 37–0   | Kell Brook            | TKO    | 4 (12), 1:14  | 14 noiembrie 2020 | MGM Grand Conference Center, Paradise, Nevada, U.S.                 | Păstrează centura WBO welterweight                                                                                             |
| 36  | Victorie | 36–0   | Egidijus Kavaliauskas | TKO    | 9 (12), 0:44  | Dec 14, 2019      | Madison Square Garden, New York City, New York, U.S.                | Păstrează centura WBO welterweight                                                                                             |
| 35  | Victorie | 35–0   | Amir Khan             | TKO    | 6 (12), 0:47  | Apr 20, 2019      | Madison Square Garden, New York City, New York, U.S.                | Păstrează centura WBO welterweight                                                                                             |
| 34  | Victorie | 34–0   | José Benavidez Jr.    | TKO    | 12 (12), 2:42 | Oct 13, 2018      | CHI Health Center, Omaha, Nebraska, U.S.                            | Păstrează centura WBO welterweight                                                                                             |
| 33  | Victorie | 33–0   | Jeff Horn             | TKO    | 9 (12), 2:33  | Jun 9, 2018       | MGM Grand Garden Arena, Paradise, Nevada, U.S.                      | Câștigă centura WBO welterweight                                                                                               |
| 32  | Victorie | 32–0   | Julius Indongo        | KO     | 3 (12), 1:38  | Aug 19, 2017      | Pinnacle Bank Arena, Lincoln, Nebraska, U.S.                        | Păstrează centurile WBC, WBO, The Ring, și lineal light welterweight; Câștigă centurile WBA (Super) și IBF light welterweight  |
| 31  | Victorie | 31–0   | Félix Díaz            | RTD    | 10 (12), 3:00 | 20 mai 2017       | Madison Square Garden, New York City, New York, U.S.                | Păstrează titlurile WBC, WBO, The Ring, și lineal light welterweight                                                           |
| 30  | Victorie | 30–0   | John Molina Jr.       | TKO    | 8 (12), 2:32  | Dec 10, 2016      | CenturyLink Center, Omaha, Nebraska, U.S.                           | Păstrează titlurile WBC, WBO, The Ring, și lineal light welterweight                                                           |
| 29  | Victorie | 29–0   | Viktor Postol         | UD     | 12            | Jul 23, 2016      | MGM Grand Garden Arena, Paradise, Nevada, U.S.                      | Păstrează titlul WBO light welterweight; Câștigă titlurile WBC, vacant The Ring și lineal light welterweight                   |
| 28  | Victorie | 28–0   | Hank Lundy            | TKO    | 5 (12), 2:09  | Feb 27, 2016      | The Theater at Madison Square Garden, New York City, New York, U.S. | Păstrează titlul WBO light welterweight                                                                                        |
| 27  | Victorie | 27–0   | Dierry Jean           | TKO    | 10 (12), 2:30 | Oct 24, 2015      | CenturyLink Center, Omaha, Nebraska, U.S.                           | Păstrează titlul WBO light welterweight                                                                                        |
| 26  | Victorie | 26–0   | Thomas Dulorme        | TKO    | 6 (12), 1:51  | Apr 18, 2015      | College Park Center, Arlington, Texas, U.S.                         | Câștigă titlul WBO light welterweight                                                                                          |
| 25  | Victorie | 25–0   | Ray Beltrán           | UD     | 12            | Nov 29, 2014      | CenturyLink Center, Omaha, Nebraska, U.S.                           | Păstrează titlul WBO lightweight; Câștigă titlurile The Ring și lineal lightweight                                             |
| 24  | Victorie | 24–0   | Yuriorkis Gamboa      | KO     | 9 (12), 2:53  | Jun 28, 2014      | CenturyLink Center, Omaha, Nebraska, U.S.                           | Păstrează titlul WBO lightweight                                                                                               |
| 23  | Victorie | 23–0   | Ricky Burns           | UD     | 12            | Mar 1, 2014       | Exhibition and Conference Centre, Glasgow, Scoția                   | Câștigă titlul WBO lightweight                                                                                                 |
| 22  | Victorie | 22–0   | Andrey Klimov         | UD     | 10            | Oct 5, 2013       | Amway Center, Orlando, Florida, U.S.                                | |
| 21  | Victorie | 21–0   | Alejandro Sanabria    | TKO    | 6 (10), 0:17  | Jun 15, 2013      | American Airlines Center, Dallas, Texas, U.S.                       | Câștigă titlul WBO–NABO lightweight                                                                                            |
| 20  | Victorie | 20–0   | Breidis Prescott      | UD     | 10            | Mar 30, 2013      | Mandalay Bay Events Center, Paradise, Nevada, U.S.                  | |
| 19  | Victorie | 19–0   | Sidney Siqueira       | TKO    | 6 (8), 2:47   | Nov 10, 2012      | Wynn Las Vegas, Paradise, Nevada, U.S.                              | |
| 18  | Victorie | 18–0   | Hardy Paredes         | TKO    | 4 (8), 0:40   | Sep 13, 2012      | The Joint, Paradise, Nevada, U.S.                                   | |
| 17  | Victorie | 17–0   | David Rodela          | KO     | 2 (6), 2:30   | Jun 8, 2012       | The Joint, Paradise, Nevada, U.S.                                   | |
| 16  | Victorie | 16–0   | Andre Gorges          | KO     | 5 (6), 0:44   | Apr 14, 2012      | Mandalay Bay Events Center, Paradise, Nevada, U.S.                  | |
| 15  | Victorie | 15–0   | Angel Rios            | UD     | 8             | Sep 10, 2011      | Boardwalk Hall, Atlantic City, New Jersey, U.S.                     | |
| 14  | Victorie | 14–0   | Derrick Campos        | TKO    | 2 (6), 2:31   | Jul 30, 2011      | Softball Country Arena, Denver, Colorado, U.S.                      | |
| 13  | Victorie | 13–0   | Anthony Mora          | KO     | 1 (6), 1:58   | Feb 26, 2011      | Heartland Events Center, Grand Island, Nebraska, U.S.               | |
| 12  | Victorie | 12–0   | Ron Boyd              | TKO    | 1 (6), 2:28   | Jul 31, 2010      | Sovereign Bank Stadium, York, Pennsylvania, U.S.                    | |
| 11  | Victorie | 11–0   | Marty Robbins         | KO     | 3 (6), 0:51   | 1 mai 2010        | Johnson County Fairgrounds, Iowa City, Iowa, U.S.                   | |
| 10  | Victorie | 10–0   | Corey Sommerville     | TKO    | 2 (4), 1:25   | Dec 19, 2009      | Cotton Eyed Joe, Knoxville, Tennessee, U.S.                         | |
| 9   | Victorie | 9–0    | Steve Marquez         | TKO    | 1 (4), 2:35   | Oct 31, 2009      | Cambria County War Memorial Arena, Johnstown, Pennsylvania, U.S.    | |
| 8   | Victorie | 8–0    | Miguel Delgado        | TKO    | 3 (4), 1:02   | 2 mai 2009        | Cambria County War Memorial Arena, Johnstown, Pennsylvania, U.S.    | |
| 7   | Victorie | 7–0    | Lucas Rodas           | KO     | 1 (4), 1:52   | Mar 21, 2009      | U.S. Bank Arena, Cincinnati, Ohio, U.S.                             | |
| 6   | Victorie | 6–0    | Travis Hartman        | UD     | 4             | Mar 7, 2009       | Valencia Ballroom, York, Pennsylvania, U.S.                         | |
| 5   | Victorie | 5–0    | Michael Williams      | TKO    | 2 (4), 1:14   | Nov 8, 2008       | Valencia Ballroom, York, Pennsylvania, U.S.                         | |
| 4   | Victorie | 4–0    | Aaron Anderson        | UD     | 4             | Aug 22, 2008      | Johnson County Fairgrounds, Iowa City, Iowa, U.S.                   | |
| 3   | Victorie | 3–0    | Damon Antoine         | UD     | 4             | Jul 26, 2008      | Valencia Ballroom, York, Pennsylvania, U.S.                         | |
| 2   | Victorie | 2–0    | Filiberto Nieto       | RTD    | 1 (4), 3:00   | Apr 3, 2008       | Michael's Eighth Avenue, Glen Burnie, Maryland, U.S.                | |
| 1   | Victorie | 1–0    | Brian Cummings        | KO     | 1 (4), 0:26   | Mar 14, 2008      | Athletic Club, Denver, Colorado, U.S.                               | |